# Ramón Marsal
Ramón Marsal Ribó (Madrid, Espanha, 12 de dezembro de 1934 - Madrid, Espanha, 22 de janeiro de 2007) foi um futebolista espanhol que jogou na posição de Meio-campo. Jogador de extraordinária qualidade, uma lesão no joelho reduziu sua carreira e acelerou sua retirada. No Real Madrid, a equipe em que jogou mais tempo é lembrado por marcar gols bonitos.

## Carreira
- 1953-54 AD Plus Ultra
- 1954-55 Real Murcia Club de Fútbol
- 1955-61 Real Madrid Club de Fútbol
- 1961-62 AD Plus Ultra
- 1962-64 Real Murcia Club de Fútbol
- 1964-65 Abarán Baseball Club

## Lista de Prêmios
- 3 Ligas espanholas com o Real Madrid em 1957, 1958 e 1961 .
- 5 Taça da Europa com o Real Madrid CF em 1956, 1957, 1958, 1959 e 1960 .
- 1 Copa Intercontinental com o Real Madrid em 1960 .
- 1 Copa Latina com o Real Madrid em 1957 .

## Na seleção
- 1 vez internacional com a Espanha .
- Ele estreou com a seleção espanhola em Madri em 13 de abril de 1958 contra Portugal.